# 舒爾茨冰川
舒爾茨冰川（英語：Schultz Glacier），是南極洲的冰川，位於維多利亞地，流經龐德峰和煉獄峰，最終注入維多利亞下冰川，以美國海軍上尉命名，現時由南極條約體系管理。